# Kollmitzdörfl
Kollmitzdörfl (früher nur Dörfl) ist eine Ortschaft und eine Katastralgemeinde der Stadtgemeinde Raabs an der Thaya im Bezirk Waidhofen an der Thaya im niederösterreichischen Waldviertel mit 76 Einwohnern (Stand 1. Jänner 2024).

## Geografie
Das Dorf ist über die Thayatal Straße erreichbar, von der die Landesstraße L8064 in den Ort abzweigt und, vorbei am Kollmitzberg (600 m ü. A.) im Ort endet. In einiger Entfernung befindet sich die Burgruine Kollmitz sowie der Ort Kollmitzgraben. Am 1. April 2020 umfasste die Ortschaft 40 Adressen.

## Geschichte
Im Jahr 1362 wurde der Ort erstmals als „dorff ze Cholmuncz“ erwähnt. Früher war auch die Bezeichnung Kollmanns geläufig. Der Ort bestand anfangs nur aus dem zur Burg gehörenden Meierhof, von dem nach 1200 fünf Viertellehen abgetrennt und nach 1700 weitere Kleinhäusler und Tagelöhner angesiedelt wurden.
Im Jahr 1822 wurde der Ort als Dorf mit 16 Häusern genannt, das nach Raabs eingepfarrt war, wohin auch die Kinder eingeschult wurden. Die Herrschaft Raabs besaß die Ortsobrigkeit, besorgte die Konskription und hatte die Grundherrschaft inne. Die Landgerichtsbarkeit wurde von der Herrschaft Drosendorf ausgeübt. Laut Adressbuch von Österreich waren im Jahr 1938 in Kollmitzdörfl zwei Fuhrwerker, ein Gastwirt und ein Landwirt mit Direktvertrieb ansässig.

## Siedlungsentwicklung
Zum Jahreswechsel 1979/1980 befanden sich in der Katastralgemeinde Kollmitzdörfl insgesamt 35 Bauflächen mit 15.914 m² und 49 Gärten auf 17.621 m², 1989/1990 gab es 36 Bauflächen. 1999/2000 war die Zahl der Bauflächen auf 177 angewachsen und 2009/2010 bestanden 49 Gebäude auf 105 Bauflächen.

## Bodennutzung
Die Katastralgemeinde ist forstwirtschaftlich geprägt. 110 Hektar wurden zum Jahreswechsel 1979/1980 landwirtschaftlich genutzt und 251 Hektar waren forstwirtschaftlich geführte Waldflächen. 1999/2000 wurde auf 97 Hektar Landwirtschaft betrieben und 262 Hektar waren als forstwirtschaftlich genutzte Flächen ausgewiesen. Ende 2018 waren 92 Hektar als landwirtschaftliche Flächen genutzt und Forstwirtschaft wurde auf 259 Hektar betrieben. Die durchschnittliche Bodenklimazahl von Kollmitzdörfl beträgt 25,9 (Stand 2010).

## Sehenswertes
- Klinger-Mausoleum, Denkmalschutz (Listeneintrag)